# فيكتور بورينين
فيكتور بتروفيتش بورينين ولد يوم 6 مارس 1841 بمدينة موسكو زمن الإمبراطورية الروسية – وتوفي يوم 15 اوت 1926 زمن الاتحاد السوفيتي و كان ناقدًا أدبيًا ومسرحيًا روسيًا وناقدًا للدعاية وروائيًا وكاتبًا دراميًا ومترجمًا وشاعرًا ساخرًا اشتهر بمقالاته المواجهة. والقصائد الساخرة التي تستهدف في الغالب الكتاب اليساريين. كان مؤلفًا للعديد من المسرحيات الشعبية (بعضها شارك في تأليفه أليكسي سوفورين )، والروايات ونصوص الأوبرا (مازيبا لتشايكوفسكي؛ وأنجيلو لكوي ).